# Pic Brown
Pour les articles homonymes, voir Brown.
Le pic Brown (en anglais : Brown Peak) est un volcan de l'île Sturge en Antarctique. S'élevant à 1 524 m d'altitude, il est le point culminant des îles Balleny.